# Sant Andreu de Castellcir
Sant Andreu de Castellcir és l'antiga església parroquial del poble de Castellcir, en el terme municipal homònim, a la comarca del Moianès. És inclosa en l'Inventari del Patrimoni Arquitectònic de Catalunya.
Té cementiri propi, l'antic cementiri de la parròquia, modernament esdevingut municipal i encara en ús, i està situada a llevant de l'actual poble de Castellcir, a l'esquerra de la riera de Castellcir, al fons de la vall d'aquesta riera. Forma un petit veïnat no agrupat amb la masia de Cal Tomàs, situada al costat sud-oest de l'església, la Rectoria Vella i les properes, més a ponent, de Can Gregori, Cal Jaumet i, més llunyana al sud-sud-oest, la Codina.
S'hi accedeix des del Carrer de l'Amargura pel Camí de Sant Andreu en poc més d'un quilòmetre de recorregut. El camí travessa la Riera de Castellcir pel Passant de Sant Andreu, i accedeix en poc tros més a l'església.

## Descripció
L'edifici original ha estat modificat i renovat de tal manera que ha perdut l'antiga fesomia per a esdevenir un edifici de planta rectangular i coberta a dues aigües. Portal d'arc rebaixat. Dels absis originals romànics resta tan sols el del cantó nord. Corona el frontis una torre-campanar de planta quadrada. Hi ha un cor amb columnes i antics capitells treballats.

## Història
L'església fou erigida a la segona meitat del segle xi. Consagrada el 8 de gener d'un any desconegut. Es va dedicar als apòstols Andreu, Jaume i Joan. Al segle xiii un dels absidiols es dedicà a Santa Maria. Les notícies més antigues de la seva existència daten del 1092 i 1116. Sobre l'origen i lloc d'emplaçament hi ha diverses hipòtesis, a part d'una llegenda que explica que aquesta església fou construïda pel senyor de Castellcir en un lloc no visible des del castell, ja que aquest, es comenta, assassinà el capellà en un acte de bogeria.
- Sant Andreu de Castellcir, respecte del seu terme
- Capçalera est de l'església, amb l'absidiola nord, romànica
- Mur nord de l'església, de l'original temple romànic